# Ziegelhütte (Bobengrün)
Ziegelhütte ist ein Wohnplatz des Marktes Bad Steben im Landkreis Hof (Oberfranken, Bayern). Ziegelhütte liegt in der Gemarkung Bobengrün.

## Geografie
Der Ort besteht aus drei Wohngebäuden mit eigener Hausnummerierung. Diese liegen am Bobengrüner Bach. Eine Gemeindeverbindungsstraße führt zur Staatsstraße 2198 (0,7 km nordöstlich) bzw. nach Gerlas zur St 2198 (1 westlich), eine weitere Gemeindeverbindungsstraße führt nach Horwagen (0,6 km östlich).

## Geschichte
Ziegelhütte wurde 1741 erstmals schriftlich erwähnt und gehörte damals zur Herrschaft Thierbach. Gegen Ende des 18. Jahrhunderts bestand Ziegelhütte aus einem Anwesen mit sieben Einwohnern. Von 1797 bis 1810 unterstand Ziegelhütte dem Justiz- und Kammeramt Naila. Infolge des Ersten Gemeindeedikts wurde Ziegelhütte dem 1812 gebildeten Steuerdistrikt Marxgrün und der zugleich entstandenen Ruralgemeinde Bobengrün zugewiesen. Im Zuge der Gebietsreform in Bayern wurde Ziegelhütte am 1. Mai 1978 nach Bad Steben eingemeindet.